# Short range certificate
Het Britse Short Range Certificate (SRC) is een internationaal geldig marifoon-bedieningscertificaat dat uitgegeven wordt aan gebruikers van maritieme zendapparatuur. 
In Nederland wordt hier normaliter gebruik gemaakt van het Nederlandse Marcom-B certificaat, maar tegenwoordig gebruiken steeds meer Nederlandse pleziervaarders liever het Britse SRC, omdat het beter aansluit bij de praktijk.
Het Britse SRC staat vrijwel gelijk aan het Nederlandse Marcom-B: het is geldig voor zowel binnenvaart- als zeevaartmarifoon, evenals EPIRBs, SARTs en AIS. Het SRC is geldig op schepen tot 200 ton, dat is ongeveer 40 meter.